# 婦中町速星
婦中町速星（ふちゅうまちはやほし）は、富山県富山市の町名である。旧婦中町の中心地であり、婦中町行政サービスセンター（旧 婦中町役場）が所在している。

## 概要
富山市街近郊という立地から、化学工業が盛ん。
ファボーレを中心とするフューチャー商業集積地区の一部に含まれており、速星集落東南部で公園や老人ホームなどの福祉施設の建設が進んでいる。

## 地理
東西に国道359号、南北に富山県道200号井栗谷婦中線が走り、交差点付近が地区の中心となる。西端に井田川が流れる。

## 歴史
1889年（明治22年）4月1日、婦負郡速星村発足。村名は、旧御門村の速星神社から採られた。1928年（昭和3年）、地元の誘致により大日本人造肥料（現在の日産化学）進出。1942年（昭和17年）に速星村と鵜坂村が合併し婦中町となり、町内の御門・麦島・速星が「婦中町速星地区」となった。2005年（平成17年）には婦中町と富山市および周辺町村と合併し、富山市の一部となった。

## 施設
- 婦中町行政サービスセンター
- 富山市立速星小学校

## 交通
- 高山本線の速星駅で下車。